# Tomáš Rosen
Tomáš Rosen (* 29. března 1966 v Praze) je český podnikatel, spolumajitel firmy Roto, která obchoduje se stavebním kováním. Vedle toho je však spolumajitelem dalších společností. Byl také spolumajitelem a členem představenstva sportovních klubů SK Slavia Praha i HC Slavia Praha. V obci, kde žije, prosadil, že nová ulice s jeho domem byla pojmenována Slávistická.
Dne 17. listopadu 2009 spoluzaložil koňakový klub.
V roce 2011 Rosen koupil hrob malíře Cypriána Majerníka na pražském Vyšehradě. Za hrob i se sochou, jejímž autorem je Karel Lidický, zaplatil 38 tisíc korun. Za standardních podmínek je přitom nemožné hrob na Vyšehradě koupit, výjimečně se to podaří pozůstalým po významných osobnostech. Za tehdejšího vedení Správy pražských hřbitovů však potají kupovali hroby na Vyšehradě lidé, kteří měli blízko k představitelům pražského magistrátu.

## Rodina
S manželkou Karin vychovávají syna Andrease.